# 市桥街道
市桥（郵政式拼音：Shi Kiu）街道是广东省广州市番禺区下辖的一个街道，位于番禺区中心地带，是番禺区政治、经济、文化、商贸中心。辖地面积11.35平方公里，常住人口14万多人，流动人口及外来暂住人口共约12万人。辖内有8个村民委员会和28个社区居委会。

## 行政规划
市桥街道下辖以下地区：
丹山村、云星村、黄编村、沙圩二村、沙圩一村、北郊村、西郊村、东郊村、瑞和园社区、大市社区、万丰社区、石街社区、桥东社区、田心社区、先锋社区、侨基社区、康乐社区、丹桂社区、富都社区、禺秀社区、康裕社区、怡乐社区、侨联社区、华侨城社区、禺山社区、西城社区、晒布社区、三堂社区、西涌社区、东丽社区、德安社区、社学社区、沙园社区、桥福社区、德兴社区、东兴社区。

## 历史
市桥街道是2002年3月28日，由原市桥镇析出的四个街道处之一（其余三个街道分别为桥南街道、沙头街道和东环街道）。

## 交通

### 地铁
█3号线：市桥站、番禺广场站
█18号线：番禺广场站
█22号线：番禺广场站